# Tour de France 2005/15. Etappe
Die 15. Etappe der Tour de France 2005 war 205,5 Kilometer lang und führte von Lézat-sur-Lèze zum Pla d’Adet oberhalb von Saint-Lary-Soulan. Diese Etappe galt als die schwerste der Tour, denn es waren nicht weniger als fünf Pyrenäenpässe sowie der steile Schlussaufstieg zu überwinden.
Nach 30 Kilometern bildete sich eine 14-köpfige Spitzengruppe; zu dieser gehörten unter anderem George Hincapie, Pietro Caucchioli, Michael Boogerd, Óscar Pereiro, Erik Dekker und Laurent Brochard. Das Feld schien an einer Verfolgung zunächst nicht interessiert, so konnten die Ausreißer ihren Vorsprung kontinuierlich vergrößern. Zusammen überquerten sie den Col de Menté mit dem Maximalvorsprung von 18:45 Minuten. Am dritten Bergpreis, dem Col du Portillon, bestand die Gruppe aus nur noch neun Fahrern, die einen Vorsprung von 16:45 Minuten aufwiesen.
Auf dem Col de Peyresourde lagen nur noch sechs Fahrer vor dem Feld, der Vorsprung betrug aber noch immer knapp 16 Minuten. Im Aufstieg zum Col de Val Louron-Azet begann der Vorsprung merklich zu schrumpfen, denn Lance Armstrong hatte das Tempo merklich erhöht; nur Ivan Basso und (wenig später) Jan Ullrich konnten mithalten. Zehn Kilometer vor dem Ziel betrug der Vorsprung der Sechsergruppe noch 7:35 Minuten.
Kurz nach Beginn des Schlussaufstiegs zum Pla d’Adet setzte Basso zu einem Zwischenspurt an; Armstrong konnte parieren, während Ullrich endgültig den Anschluss verlor. An der Spitze des Rennens hatte sich in der Zwischenzeit eine Vierergruppe mit Hincapie, Caucchioli, Boogerd und Pereiro gebildet. Knapp drei Kilometer vor dem Ziel lagen nur Hincapie und Pereiro vorne. Auf den letzten 250 Metern zog Hincapie das Tempo an, überholte Pereiro und siegte mit sechs Sekunden Vorsprung.
Basso und Armstrong folgten nach fünf Minuten, während Ullrich und Michael Rasmussen weitere eineinhalb Minuten auf den Gesamtersten einbüßten.

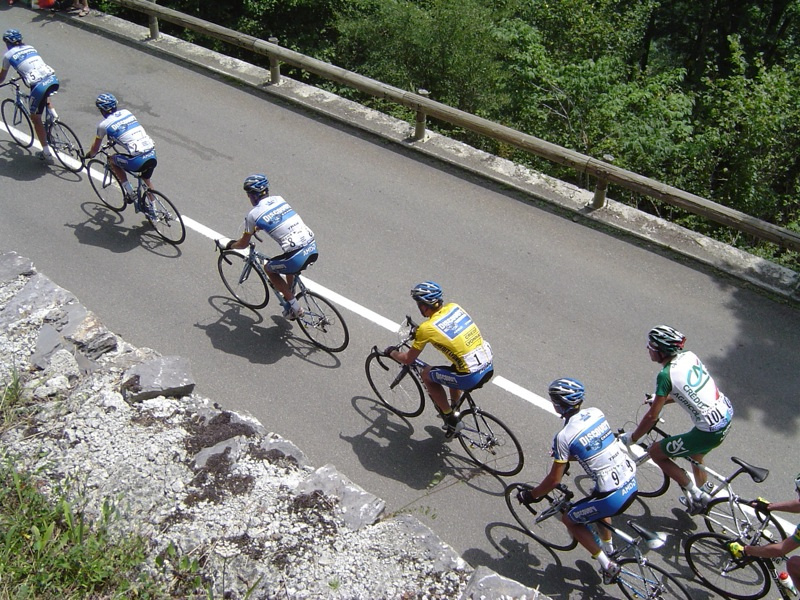
Das Peloton war derweil noch ein paar Kurven weiter unten.

## Zwischensprints
1. Zwischensprint in Clermont (37 km)
| Erster  | Allan Davis, 6 P. und 6 s       |
| Zweiter | Pietro Caucchioli, 4 P. und 4 s |
| Dritter | Mikel Astarloza, 2 P. und 2 s   |

2. Zwischensprint in Argein (69,5 km)
| Erster  | Alessandro Bertolini, 6 P. und 6 s |
| Zweiter | Pietro Caucchioli, 4 P. und 4 s    |
| Dritter | Allan Davis, 2 P. und 2 s          |

## Bergwertungen
Col de Portet-d’Aspet Kategorie 2 (85 km)
| Erster   | Erik Dekker, 10 P.      |
| Zweiter  | Pietro Caucchioli, 9 P. |
| Dritter  | Michael Boogerd, 8 P.   |
| Vierter  | Óscar Pereiro, 7 P.     |
| Fünfter  | Karsten Kroon, 6 P.     |
| Sechster | Laurent Brochard, 5 P.  |

Col de Menté Kategorie 1 (100,5 km)
| Erster   | Erik Dekker, 15 P.       |
| Zweiter  | Karsten Kroon, 13 P.     |
| Dritter  | Michael Boogerd, 11 P.   |
| Vierter  | Óscar Pereiro, 9 P.      |
| Fünfter  | Pietro Caucchioli, 8 P.  |
| Sechster | Oscar Sevilla, 7 P.      |
| Siebter  | Allan Davis, 6 P.        |
| Achter   | Rubens Bertogliati, 5 P. |

Col du Portillon Kategorie 1 (137,5 km)
| Erster   | Karsten Kroon, 15 P.    |
| Zweiter  | Michael Boogerd, 13 P.  |
| Dritter  | Óscar Pereiro, 11 P.    |
| Vierter  | Pietro Caucchioli, 9 P. |
| Fünfter  | Allan Davis, 8 P.       |
| Sechster | Oscar Sevilla, 7 P.     |
| Siebter  | George Hincapie, 6 P.   |
| Achter   | Iker Camaño, 5 P.       |

Col de Peyresourde Kategorie 1 (162 km)
| Erster   | Laurent Brochard, 15 P. |
| Zweiter  | Michael Boogerd, 13 P.  |
| Dritter  | Óscar Pereiro, 11 P.    |
| Vierter  | Oscar Sevilla, 9 P.     |
| Fünfter  | George Hincapie, 8 P.   |
| Sechster | Pietro Caucchioli, 7 P. |
| Siebter  | Allan Davis, 6 P.       |
| Achter   | Iker Camaño, 5 P.       |

Col de Val Louron-Azet Kategorie 1 (182,5 km)
| Erster   | Laurent Brochard, 15 P. |
| Zweiter  | Óscar Pereiro, 13 P.    |
| Dritter  | Michael Boogerd, 11 P.  |
| Vierter  | George Hincapie, 9 P.   |
| Fünfter  | Pietro Caucchioli, 8 P. |
| Sechster | Oscar Sevilla, 7 P.     |
| Siebter  | Allan Davis, 6 P.       |
| Achter   | Iker Camaño, 5 P.       |

Pla d’Adet « Hors catégorie » (205,5 km)
| Erster   | George Hincapie, 40 P.   |
| Zweiter  | Óscar Pereiro, 36 P.     |
| Dritter  | Pietro Caucchioli, 32 P. |
| Vierter  | Michael Boogerd, 28 P.   |
| Fünfter  | Laurent Brochard, 24 P.  |
| Sechster | Ivan Basso, 20 P.        |
| Siebter  | Lance Armstrong, 16 P.   |
| Achter   | Oscar Sevilla, 14 P.     |
| Neunter  | Jan Ullrich, 12 P.       |
| Zehnter  | Michael Rasmussen, 10 P. |